# Oregon Trail
Oregon Trail er en rejserute i USA, som blev brugt af de nybyggere, der primært med vogne, rejste til det nordvestlige og vestlige USA for at bosætte sig her i midten af det 19. århundrede.
Ruten begyndte i Kansas City, Missouri. Herfra gik ruten omkring 3.500 km mod nordvest gennem det, der nu er staterne Kansas, Nebraska, Wyoming og Idaho til Oregon.
Mellem 1841 og 1869 blev ruten brugt af langt de fleste, der rejste til den nordlige del af Stillehavskysten, men efter den første jernbanelinje helt til vestkysten blev åbnet i 1869, og denne efterhånden blev fulgt af andre jernbanelinjer, døde brugen af Oregon Trail mere eller mindre ud, selv om der fortsat blev rejst ad sporet.
Andre navne brugt om ruten eller etaper af den er f.eks. Great Platte River Road (da hjulsporet fulgte Platte River i Nebraska og Wyoming),:17  samt Pony Express Trail (postrytterne red flere hundrede kilometer over prærien ad Oregon Trail på vej fra St. Joseph, Missouri, til San Francisco, Californien).:108 
Ruten er registreret som en National Historic Trail, og en række museer og mindesmærker fortæller om ruten og om skæbner undervejs på den.

## Historie
Allerede på deres ekspedition i 1804 og 1805 kortlagde Meriwether Lewis og William Clark en rute fra St. Louis, Missouri til vestkysten. De mente, at denne rute ville være ideel, for rejser til Stillehavet, men det viste sig, at Lolo passet på grænsen mellem Idaho og Montana, som ruten fulgte over Rocky Mountains, var for vanskeligt at passere for vogne.
I 1810 udrustede John Jacob Astor en ekspedition, der skulle prøve at finde en forsyningsrute som ville gøre det muligt at etablere en pelshandelsstation ved Columbia Rivers udmunding i Stillehavet. Da man var bange for angreb fra Blackfoot indianerne, lagde man ekspeditionens rute noget sydligere end den, som Lewis og Clark havde fulgt. Ruten gik gennem South Dakota og Wyoming og fulgte Snake River til denne møder Columbia River, som den så fulgte videre. 
På tilbagevejen opdagede man ved et tilfælde South Pass, et pas, gennem Rocky Mountains, der var forholdsvis nemt at passere. Passet ligger i det nuværende Wyoming og er fladt og bredt. De hjemvendende ekspeditionsmedlemmer fortsat langs Platte River til Missourifloden, og denne rute viste sig farbar for vogne, og lederen af ekspeditionen, Robert Stuart, havde dokumenteret den særdeles godt.
Der var imidlertid ikke mange, der begyndte at rejse vest på. To ekspeditioner i 1806 og igen i 1819 havde betegnet de store sletter (Great Plains) øst for Rocky Mountains, som uegnede til menneskelig beboelse, og området blev kaldt "Den store amerikanske Ørken". Beskrivelserne var især begrundet i at området savnede træer og overfladevand, men fik mange til at forestille sig store områder med sand. Til gengæld var Oregon tiltrækkende, og allerede i 1823 begyndte pelsjægere og opdagelsesrejsende at rejse af den rute, der senere blev til Oregon Trail. I 1830'erne rejste også forskellige militære ekspeditioner af samme rute, og efterhånden begyndte også enkelte familier at rejse samme vej mod Fort Vancouver i Washington.
En ekspedition tog af sted fra Illinois i 1839 med det formål at kolonisere Oregon og "smide engelske pelsjægere ud af området". Leder af ekspeditionen var Thomas J. Farnham, og de medbragte et stort flag med ekspeditionens motto "OREGON OR THE GRAVE". Gruppen splittede op undervejs, men nogle af medlemmerne nåede faktisk frem til Oregon.
16. maj 1842 startede det første organiserede vogntog, der fulgte Oregon Trail. Vogntoget tog af sted fra Elm Grove i Missouri med mellem 100 og 160 personer, mænd, kvinder og børn. Leder af vogntoget var Elijah White, der var udpeget som indianeragent i Oregon. Han var den første amerikanske embedsmand, der kom til Oregon, selv om hans udnævnelse aldrig blev bekræftet af USAs Kongres.
I 1843 vedtog nybyggerne i Willamette Valley i Oregon en "forfatning", hvor de vedtog (med stemmerne 52 mod 50), hvordan man skulle kunne "tage land" i området, der blev kaldt Oregon Country. Ægtepar skulle kunne gøre krav på 260 hektar jord, og ugifte 130 hektar.  I 1848 erklærede USA det, der var tilbage af Oregon Country som amerikansk territorium, og i 1850 vedtog regeringen "The Donation Land Act", der afløste tidligere regler. Ifølge den lov havde ægtepar ret til at kræve 160 hektar, mens enlige kunne kræve 80. Til gengæld skulle man bo på jorden i fire år, og opdyrke denne. I 1854 blev retten til gratis jord ophævet, men prisen var kun 51 cent pr. hektar.
I 1843 – i det, der er kaldt "Vogntoget fra 1843" ankom mere end 1.000 immigranter til Willamette Valley, og flere hundredetusinde fulgte efter i årene der fulgte, ikke mindst efter der var fundet guld i Californien i 1848. Selv under den amerikanske borgerkrig blev der rejst ad sporet, men i 1869 kom den første transkontinentale jernbanelinje, og det var begyndelsen til enden for Oregon Trail, selv om der blev rejst ad dette helt frem til 1890'erne. Senere blev der anlagt veje ad den rute som Oregon Trail fulgte, og U.S. Highway 26 følger i dag sporet på det meste af sin vej fra Ogallala, Nebraska til Seaside, Oregon.

## Ruter
I virkeligheden bestod sporet ikke kun af en enkelt rute. Adskillige sideruter og genveje opstod efterhånden langs hele ruten fra Missouri til Oregon. Den grundliggende rute fulgte floddalene. Fra udgangspunktet i Kansas City fulgte ruten Santa Fe Trail syd for Wakarusa River til byen Lawrence i Kansas. I nærheden af Topeka, Kansas, krydsede sporet Kansas River hvorefter det drejede mod nord ind i Nebraska parallelt med Little Blue River næsten til dennes udspring og derfra videre til Fort Kearny ved Platte River. Herfra fulgte sporet floderne Platte, North Platte River og Sweetwater River frem til South Pass i Wyoming. Efter South Pass fulgte Oregon Trail Snake River til den møder Columbia River ved byen The Dalles i Oregon. Herfra førte adskillige mindre ruter videre til Willamette Valley, blandt andre Satiam Wagon Road, Applegate Trail og Barlow Road. Sidstnævnte var den mest populære rute.
Starten på ruten blev oprindeligt anset for at være i Elm Grove i Missouri, fordi det var herfra, det første vogntog var udgået, men efterhånden opstod flere spor, der første til Oregon Trail og mange af de byer, hvor disse spor begyndte, mener at være det egentlige startsted. Blandt disse byer er Weston, Missouri og Fort Leavenworth, Kansas.
Endemålet for Oregon Trail, var Oregon City, der var foreslået som hovedstad for Oregon territoriet. Imidlertid var der mange nybyggere, som stoppede rejsen, inden de nåede så langt, idet de slog sig ned på steder langs sporet, som så indbydende ud. Mange af disse kunne så supplere deres landbrug med indkomster fra handel med de rejsende på ruten til Oregon.
Undervejs langs ruten opstod en række alternative ruter, såkaldte cutoffs, som blev anlagt enten for at gøre turen kortere eller for at komme uden om vanskeligt terræn. Nogle af disse blev til selvstændige ruter, som fx ruten til Salt Lake City, der startede som en cutoff fra Oregon Trail. Andre ruter fulgte samme rute som Oregon Trail på dele af ruten. Det gælder fx. North Branch of the Oregon Trail, også kendt som Mormon Trail (da Brigham Young og mormonerne brugte dele af ruten fra Illinois til Utah i 1847),:9  og California Trail, der førte til guldfelterne i Californien.:71 

## Landmærker
En række naturfænomener så som klippeformationer, floder m.m. kom til at fungere som landmærker på ruten. Det gjaldt fx klipper som Courthouse and Jail Rock samt Chimney Rock i Nebraska, og Independence Rock og Ayers Natural Bridge i Wyoming. Ved mange af disse landmærker efterlod de rejsende beskeder til de, der fulgte efter.

## Forter på vejen
Som hjælp til rutens brugere lå en række militærstationer klar til at lette deres tur. Hæren solgte eller uddelte proviant til de rejsende og udførte reparationer på skadede vogne.
Fra øst til vest – alt efter den eksakte rute og årstallet for turen – kom emigranterne tæt forbi Fort Leavenworth (Kansas), Fort Kearny og Fort McPherson (Nebraska), Fort Laramie og Fort Bridger (Wyoming), Fort Hall og Fort Boise (Idaho):9  og endelig Fort Vancouver (Washington).:101 

## Udstyr
Forskellige rejsehåndbøger kom tidligt på markedet og gav praktiske råd til turen. Guiderne forberedte de rejsende på afstandene undervejs; advarede mod alkaliske vandhuller på prærien samt vandløb, der tørrede ud om sommeren; oplyste om færgesteder ved floderne eller om de bedste steder at krydse dem og lignende.: 
I modsætning til, hvad man tidligere ofte har set i westernfilm, var heste ikke de foretrukne trækdyr på rejsen mod vest. Hestene var simpelthen ikke udholdende nok. I stedet brugte man vogne trukket okseforspand. De store vogne, såkaldte Conestogas, som blev brugt til fragttransport var ikke egnede; de var for tunge, og okseforspandene blev typisk "slidt op" inden man nåede frem til Oregon. I stedet udviklede man nogle lettere vogne, de såkaldte "prærieskonnerter". De lignede conestogas, men var typisk kun halvt så store som disse. De var bygget specielt til de forhold, man mødte på Oregon Trail, og var fremragende ingeniørkunst for den tid.
På vognene transporterede man især fødevarer og udrustning, og der skulle temmelig meget med. Man anbefalede, at der til hver voksen blev medbragt 70 kg mel, 9 kg majsmel, 25 kg bacon, 20 kg sukker, 5 kg kaffe, 7 kg tørret frugt, 2 kg salt, 250 g bagepulver, 1 kg te, 2 kg ris og 7 kg bønner.  Hertil kom så tøj, våben, husgeråd og andet udstyr, som var nødvendigt undervejs samt når man nåede frem.

## Statistik
Omkring 52.000 immigranter rejste til Oregon i årene 1840 til 1859. I 1840 var tallet 13, men allerede året efter rejste knap 1.500 ad Oregon Trail. I 1849 var det guldgravere (Forty-Niners), der i titusindevis:70  drog et langt stykke vestpå ad Oregon Trail og så drejede sydpå mod Californiens guldfelter.:71  Det største antal forekom i 1853-54, hvor 13.500 rejste ad sporet, året før var 10.000 rejst. I samme år, altså 1852, rejste mere end 60.000 mennesker fra det østlige USA til Californien og Utah. I alt rejste omkring 250.000 mennesker til de to stater i den samme 20 års periode.
Kun de "seje" nåede frem til Oregon, og langt flere tog selvfølgelig aldrig af sted, men blev i de østlige stater. Pelsjægeren og indianerspejderen Kit Carson udtrykte det således: "The cowards never started, and the weak died on the way" ("Kujonerne tog aldrig af sted, og de svage døde undervejs").

## Oregon Trail og deoprindelige amerikanere
Oregon Trail krydsede gennem landområder brugt af forskellige stammer i årtier eller i århundreder. Nogle etaper gennem Nebraska gik over amerikansk territorium efter at være afstået af pawneerne i 1833.:416-418  Ved hjælp af nye traktater prøvede USA at sikre sig ret til at anlægge veje og garantere emigranterne fri passage over prærien og helt frem til endemålet; kendt er Fort Laramie traktaten (1851).:594-596 
Uundgåeligt påvirkede den voksende trafik tværs over et halvt kontinent både de lokale indfødte og det gennemrejste terræn. I den sidste ende gav det problemer og udviklede sig i værste fald til blodige konflikter.
I 1849 bragte emigranterne en kolera-epidemi med sig ind på prærien, og over 1.000 pawnees døde.:322  Den første alvorlige konfrontation mellem USA og lakotaerne opstod som følge af en dræbt okse ejet af en mormon på Oregon Trail.:5  Emigranterne fældede bunker af træer langs ruten til bål,:9  og deres tusindevis af trækdyr åd græsset og efterlod intet til bisonokser eller andet vildt jagtet af indianerne.:69 

## Detaljeret kort over Oregon Trail
Kortet her ved siden af er et meget detaljeret kort over Oregon Trail fra begyndelses-stederne østpå og til de endelige destinationer mere end 3.000 kilometer vestpå.

## Fiktion
Det følgende er skønlitterære værker baseret på Oregon Trail.
- Trail to Oregon! - musical af StarKid
- The Oregon Trail - computerspil